# Louise Peak
Der Louise Peak (französisch Pic Louise, in Argentinien Pico Luisa, in Chile Monte Louise) ist ein 625 m hoher Berg auf der Booth-Insel im Wilhelm-Archipel vor der Westküste der Antarktischen Halbinsel. Er ragt 1,5 km nördlich des Gourdon Peak auf.
Teilnehmer der Vierten Französischen Antarktisexpedition (1903–1905) kartierten ihn als Erste. Der Expeditionsleiter und Polarforscher Jean-Baptiste Charcot benannte ihn nach der Schwester des französischen Geologen und Glaziologen Ernest Gourdon (1873–unbekannt), der an dieser Forschungsreise beteiligt war.